# Skelani
Skelani (v srbské cyrilici Скелани) jsou město a sídlo opštiny[zdroj?] v Republice srbské v Bosně a Hercegovině. Nachází se ve východní části země, na břehu řeky Driny, u hranice se Srbskem. Žije zde 893 obyvatel. V blízkosti města se nacházejí rovněž archeologická naleziště z 2. a 3. století n. l. V samotném Skelani je v provozu muzeum římských památek.[zdroj?]